# Pico Moldoveanu

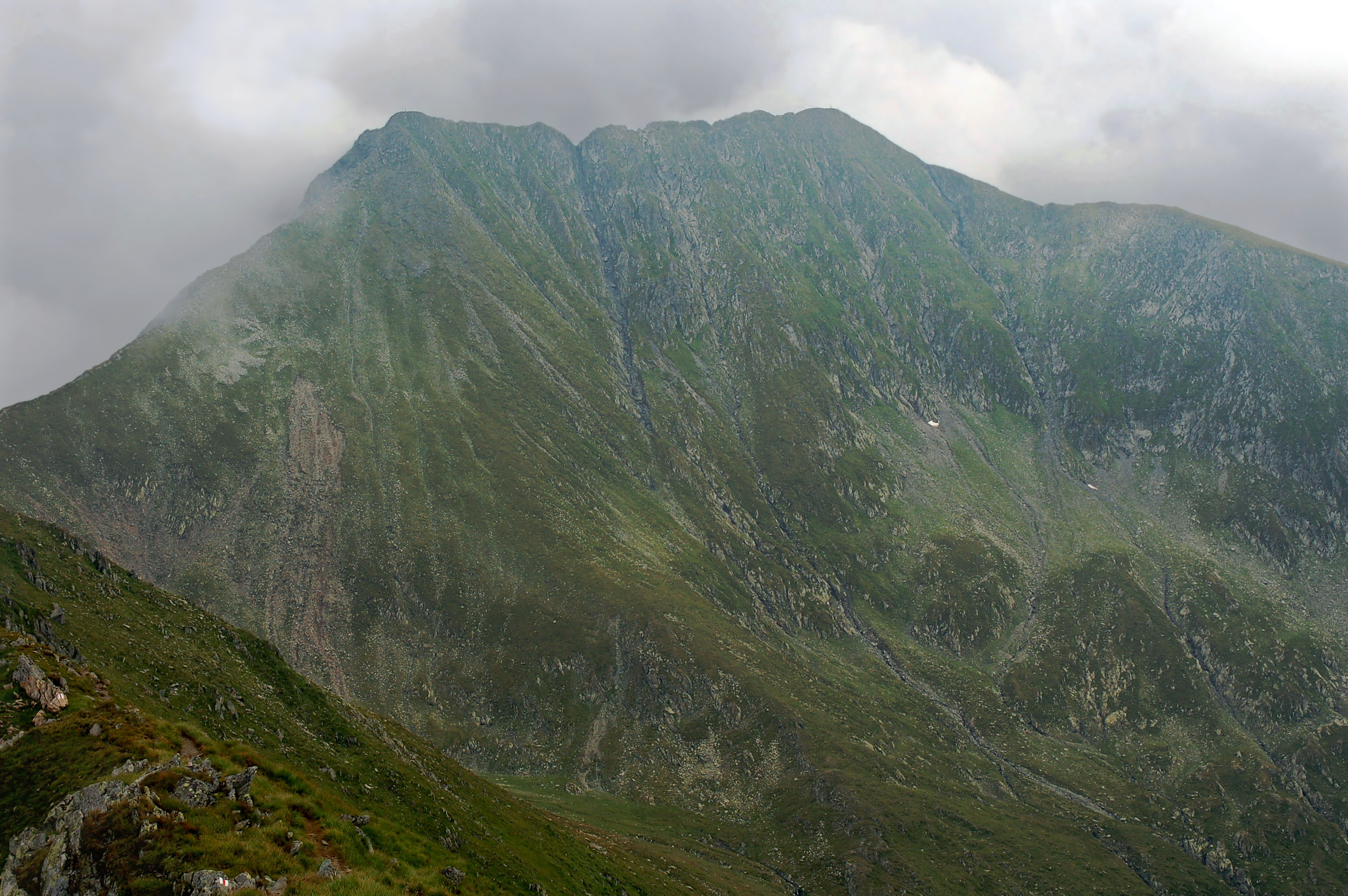
El pico desde el oeste

El pico Moldoveanu (en rumano: Vârful Moldoveanu), con 2544 m de altitud, es la montaña más alta de Rumanía. Está situado en el distrito de Argeş, en las montañas Făgăraș de los Cárpatos meridionales. Los senderos más utilizados para llegar al Moldoveanu son sobre el pico Vistea Mare (2527 m), por senderos que proceden de Podragu, Sambata, o por el valle de Vistea. La localidad más próxima es Victoria, en el lado septentrional. En el lado meridional es accesible desde el noroeste de Câmpulung.